# Stargate Origins
Stargate Origins (abbreviato SGO) è una mini webserie statunitense, appartenente al franchise di Stargate.
Prodotta dalla MGM Television e ideata da Mark Ilvedson e Justin Michael Terry, è composta da 10 episodi ed è stata pubblicata dal 15 febbraio all'8 marzo 2018 sul  servizio in abbonamento della MGM Stargate Command.
La serie è stata annunciata il 20 luglio 2017 al San Diego Comic-Con, nell'ambito della celebrazione del 20º anniversario di Stargate SG-1.
La webserie funge da prequel, infatti è ambientata nel 1939, diversi decenni prima degli eventi del film Stargate e delle sue successive serie sequel. Segue una giovane Catherine Langford (un personaggio secondario del film Stargate e di Stargate SG-1), che attraversa lo Stargate per salvare suo padre.
Nel marzo 2018 è stata annunciata una Feature Cut della serie, che avrebbe raccolto tutti gli episodi in un lungometraggio. Questo lungometraggio si intitola Stargate Origins: Catherine ed è stato pubblicato in digitale il 19 luglio 2018.

## Trama
Una giovane Catherine Langford si imbarca in un'avventura per svelare il mistero dello Stargate. Nel 1938, Catherine e suo padre esaminano il portale in un deposito vicino a Giza. Il nazista Wilhelm Brücke arriva con la sua squadra e li prende in ostaggio. Rivela di sapere come usare il portale e costringe il professor Langford ad attraversarlo con loro. Catherine riesce a sopraffare la sua guardia e chiede l'aiuto dei suoi amici, il capitano James Beal e Wasif, un egiziano che serve nell'esercito britannico, convincendoli a passare attraverso il portale con lei per salvare suo padre.
Arrivano in un tempio nel deserto del pianeta Abydos. È controllato da Aset, una semidio resuscitata da Ra che si ribella contro di lui. Lì combattono con la guardia femminile di Aset, Serqet, prima di incontrare un giovane nativo di nome Kasuf. Catherine cerca di attivare lo Stargate per tornare a casa, ma le mancano le combinazioni corrette di simboli sul dispositivo di attivazione. Brücke mostra ad Aset un filmato di propaganda nazista e fa un patto con lei: porterà un potente metallo chiamato Naquadah sulla Terra in cambio di migliaia di schiavi, "indesiderabili" per il regime nazista, per aiutarla a rovesciare Ra. Aset allontana le tribù locali, i suoi fedeli servitori, e chiede che uno di loro combatta a morte con il soldato di Brücke, Stefan, per "dimostrare il loro valore". Quando Stefan è vicino alla sconfitta, Brücke lo uccide insieme all'uomo locale che stava combattendo. Questo induce Eva, l'operatrice della telecamera di Brücke, a mettere in discussione la moralità del suo capo.
Diventata amica dei nativi, Catherine viene condotta in una caverna nascosta e le vengono mostrati i simboli che attivano lo Stargate da quella parte. Incoraggiata da Langford che sta facendo da interprete, Aset si separa da Brücke, che viene ucciso da Eva, e prova pietà per Langford e Catherine, cancellando i loro ricordi. Manipola anche Kasuf per farlo tornare alla sua gente come loro nuovo leader e Catherine per formare una squadra di persone che torneranno sul pianeta per rovesciare Ra. Ra, informato da Serqet della sfida di Aset (incluso il suo figlio ilecito harcesis), arriva, manda Serqet a catturare Catherine e suo padre, manipola Wasif e il suo amico Abydoniano Motawk per diventare le sue guardie e distrugge il tempio insieme ad Aset. Il capitano Beal attiva lo Stargate e manda sia il Professor Langford che Catherine a casa, ma viene ucciso da Serqet.
Tornati sulla Terra e senza alcun ricordo delle loro avventure dopo l'arrivo dei nazisti, Langford e Catherine concludono la loro indagine sullo Stargate mentre gli Stati Uniti se ne impossessano. Catherine si chiede cosa sia quel frammento di strano metallo in suo possesso e sa che dovrà affrontare lo Stargate di nuovo.

## Episodi
| nº | Titolo     | Pubblicazione USA |
| -- | ---------- | ----------------- |
| 1  | Episode 1  | 15 febbraio 2018  |
| 2  | Episode 2  | 15 febbraio 2018  |
| 3  | Episode 3  | 15 febbraio 2018  |
| 4  | Episode 4  | 22 febbraio 2018  |
| 5  | Episode 5  | 22 febbraio 2018  |
| 6  | Episode 6  | 1º marzo 2018     |
| 7  | Episode 7  | 1º marzo 2018     |
| 8  | Episode 8  | 8 marzo 2018      |
| 9  | Episode 9  | 8 marzo 2018      |
| 10 | Episode 10 | 8 marzo 2018      |

## Personaggi e interpreti
- Catherine Langford, interpretata da Ellie Gall.[9][10]
- Paul Langford, interpretato da Connor Trinneer.[11][12] Padre di Catherine e l'uomo che ha trovato lo Stargate in uno scavo a Giza.
- Dr. Wilhelm Brücke, interpretato da Aylam Orian.[13][12] L'alto ufficiale nazista, l'occultista e il principale antagonista della serie.
- Capitano James Beal, interpretato da Philip Alexander.[11] Ufficiale britannico in Egitto.
- Wasif, interpretato da Shvan Aladdin.[11] Una guida locale egiziana.